# Ross Campbell (Fußballspieler)
Ross Campbell (* 3. Juli 1987 in Galashiels, Schottland) ist ein ehemaliger schottischer Fußballspieler.

## Karriere
In der Saison 2006/07 wurde Campbell unter Trainer John Collins ins erste Team berufen. Am 15. Januar 2007 gab er beim 2:0-Sieg über den FC Kilmarnock sein Debüt in der Liga. Er kam in der Folge nur selten zum Einsatz. Im Herbst 2008 wurde er für zwei Monate an Dunfermline Athletic in die zweite schottische Liga ausgeliehen, konnte sich dort aber nicht durchsetzen. Im Sommer 2009 verließ er die Hibs und wechselte zu Östersunds FK in die dritte schwedische Liga. Dort kam er achtmal zum Einsatz. Anfang 2010 kehrte er nach Schottland zurück, wo er erneut bei Dunfermline Athletic anheuerte. Sein Vertrag endete schon nach einem Jahr. Anschließend zog es ihn zum FC Dumbarton in die dritte schottische Liga. Dort kam er bis zum Sommer 2011 auf 17 Einsätze. Seit der Saison 2011/12 ist Campbell vereinslos und – ohne dass er seine Karriere offiziell beendet hat – im Profifußball nicht mehr in Erscheinung getreten.
Campbell nahm mit Schottlands U-20-Mannschaft an der Junioren-Weltmeisterschaft im Jahr 2007 in Kanada teil. Dort schoss er eines von insgesamt nur zwei schottischen Toren im Turnier.

## Erfolge
- Scottish League Cup: 2006/07